# Prêmio TVZ 1997
O Prêmio TVZ 1997 foi a quarta edição da premiação realizada pelo canal de televisão Multishow. Ocorreu em 21 de maio de 1997 e foi realizado no Ballroom, Rio de Janeiro. Esta edição foi apresentada pelo atriz Cissa Guimarães.
Este foi o último ano em que o prêmio foi chamado de “Prêmio TVZ” antes de, em 1998, passar a se chamar Prêmio Multishow de Música Brasileira. Nessa transição, foram introduzidas quatro novas categorias: Melhor Instrumentista, Melhor Música, Melhor Show e Melhor CD.

## Apresentação
O Prêmio contou com uma apresentação musical de Arnaldo Antunes.

## Vencedores
| Categoria                    | Vencedor                                    | Indicados | Ref.        |
| ---------------------------- | ------------------------------------------- | --------- | ----------- |
| Melhor Cantor Nacional       | Carlinhos Brown                             | —         | [ 8 ] [ 9 ] |
| Melhor Cantor Internacional  | Eric Clapton                                | —         | [ 8 ] [ 9 ] |
| Melhor Cantora Nacional      | Daniela Mercury                             | —         | [ 8 ] [ 9 ] |
| Melhor Cantora Internacional | Alanis Morissette                           | —         | [ 8 ] [ 9 ] |
| Melhor Clipe Nacional        | "É Uma Partida de Futebol" — Skank          | —         | [ 8 ] [ 9 ] |
| Melhor Clipe Internacional   | "Blood On The Dancefloor" — Michael Jackson | —         | [ 8 ] [ 9 ] |
| Melhor Grupo Nacional        | Cidade Negra                                | —         | [ 8 ] [ 9 ] |
| Melhor Grupo Internacional   | U2                                          | —         | [ 8 ] [ 9 ] |
| Revelação Nacional           | Os Virgulóides                              | —         | [ 8 ] [ 9 ] |
| Revelação Internacional      | Spice Girls                                 | —         | [ 8 ] [ 9 ] |